# Naumachie
Vous lisez un « article de qualité » labellisé en 2005.

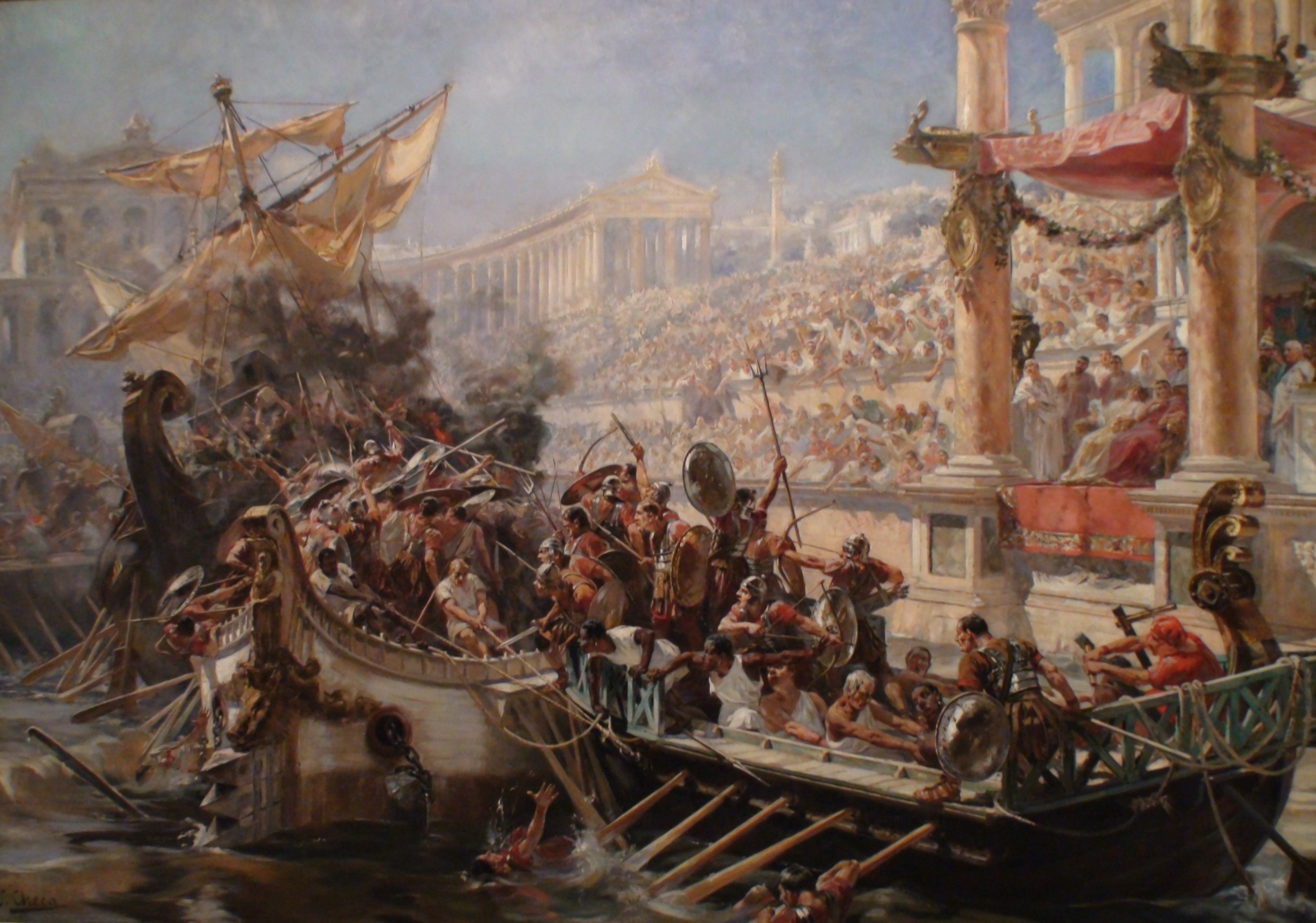
La naumachie, tableau d'Ulpiano Checa (1894), 125.6 cm × 200.5 cm.

La naumachie (prononcé : /nomaʃi/, du grec ancien ναυμαχία / naumakhía, littéralement « combat naval », en latin navalia proelia) est dans le monde romain un spectacle représentant une bataille navale, ou le bassin, ou plus largement l'édifice, dans lequel un tel spectacle se tenait. Les moyens considérables à mettre en œuvre pour une naumachie, l'aménagement d'un plan d'eau et de places pour les spectateurs, la mobilisation de flottes, l'engagement de nombreux combattants, en font un spectacle d'exception que seuls les empereurs pouvaient organiser.
Les connaissances actuelles sur les naumachies romaines reposent sur peu d'éléments, essentiellement littéraires, car les édifices n'ont pratiquement pas laissé de trace archéologique. Les premières naumachies, celles de Jules César, d'Auguste et de Claude — en tout trois seulement en un siècle — restent dans les annales. Les suivantes, un peu plus fréquentes mais moins remarquées par les auteurs antiques, se déroulent dans des espaces plus restreints et guère navigables, dans l'arène d'amphithéâtres, inondée pour l'occasion. Trajan, parmi ses constructions fastueuses, inaugure le dernier bassin spécialement destiné aux naumachies, identifié à la Naumachia Vaticana répertoriée dans les documents du Bas-Empire.
Les dernières naumachies datent du IIIe siècle, pour autant que les sources soient fiables. Dans les Temps modernes, quelques représentations ont repris la dénomination de naumachie, mais sans le réalisme des combats antiques.

## Les premières naumachies
La première naumachie connue est celle que donna Jules César à Rome en 46 av. J.-C. lors de son quadruple triomphe,. Après avoir fait creuser près du Tibre un bassin pouvant contenir de véritables birèmes, trirèmes et quadrirèmes, il mit aux prises 2 000 combattants et 4 000 rameurs, des prisonniers de guerre.
En 2 av. J.-C., pour l'inauguration du temple de Mars vengeur, Auguste donne une naumachie qui reprend le modèle de celle de César. Comme il le rappelle lui-même dans les Res gestae, il fit creuser sur la rive droite du Tibre un bassin où s'affrontèrent 3 000 hommes, sans compter les rameurs, sur 30 navires à éperon, et nombre d'unités plus petites,.
Claude quant à lui donne en 52 apr. J.-C. une naumachie sur un vaste plan d'eau naturel, le lac Fucin, pour inaugurer des travaux de drainage sur le site. Les combattants, au nombre de 19 000, étaient des condamnés à mort,. On sait en particulier par Suétone que les naumachiarii avant le combat saluèrent l'empereur par une phrase devenue fameuse : Morituri te salutant. Bien qu'une tradition erronée s'en soit emparée pour en faire une adresse rituelle des gladiateurs à l'empereur, elle n'est attestée que dans cette occasion. Les deux flottes mises en présence comptaient chacune 50 navires dont douze trirèmes, ce qui correspond au nombre d'unités comprises par chacune des deux flottes militaires basées à Misène et à Ravenne, sous le Haut-Empire. En outre, grâce à la vaste surface du lac Fucin, dont une partie seulement, circonscrite par des pontons, fut utilisée pour l'occasion, les navires purent se livrer à diverses manœuvres d'approche et d'éperonnage. La naumachie de Claude reproduisit donc en tout point un combat naval avec de véritables flottes de guerre.
César semble avoir inauguré une nouvelle forme de spectacles nautiques, proches des combats de gladiateurs. La naumachie était donc plus meurtrière encore que la gladiature, qui engageait des effectifs moins importants, et dont les combats ne se terminaient pas systématiquement par la mort des vaincus. Plus précisément, l'apparition des naumachies est étroitement liée à celle, légèrement antérieure, d'un autre spectacle, le « combat par troupes », qui mettait aux prises non des combattants par paire, mais deux petites armées. Là encore, les combattants étaient plus souvent des condamnés sans entraînement spécifique que de véritables gladiateurs. César eut simplement à transposer dans un décor naval le principe de ces véritables batailles rangées. Un tel spectacle naval n'avait aucun équivalent dans le monde grec ; selon Anne Berlan, César a pu en trouver l'inspiration dans les spectacles donnés par les monarques orientaux, et plus particulièrement à Alexandrie, dans des mises en scène réunissant de nombreux figurants costumés évoluant au milieu de reconstitutions de décors naturels.
En outre, les naumachies nécessitaient des moyens considérables, supérieurs même à ceux des plus grands combats par troupes, ce qui en faisait des spectacles réservés à des occasions exceptionnelles, étroitement liées à la célébration de l'empereur, de ses victoires et de ses monuments. L'irréductible spécificité du spectacle et de ses thèmes empruntés à l'histoire du monde grec explique qu'il ait rapidement été désigné par le terme générique de naumachia, transcription phonétique du mot grec désignant une bataille navale (ναυμαχία / naumakhía), employée à partir de Tibère selon Gérald Cariou. Ce terme désigna par la suite les vastes bassins artificiels qui lui étaient destinés.
Cependant, par rapport aux combats par troupes, les naumachies avaient la particularité de développer des thèmes historiques ou pseudo-historiques : chacune des flottes qui s'affrontaient incarnait un peuple célèbre pour sa puissance maritime dans la Grèce classique ou l'Orient hellénistique, et les choix de figuration répondaient à la propagande impériale du moment : opposer Égyptiens et Tyriens pour la naumachie de César se rattachait à son triomphe dans la guerre d'Égypte, où plusieurs affrontements avaient eu lieu en mer. En figurant deux flottes puissantes transportées aux portes de Rome, César affirmait la domination romaine sur l'espace maritime.
La naumachie d'Auguste évoquait selon Ovide et Dion Cassius les guerres médiques et la bataille de Salamine entre Perses et Athéniens. Elle accompagna l'inauguration du temple de Mars vengeur. On déposa dans le temple les enseignes que les Parthes avaient enlevées à Crassus à la bataille de Carrhes et dont Auguste avait obtenu la restitution. Cette naumachie eut lieu dans une nouvelle période de tension entre Rome et les Parthes, et annonçait les préparatifs militaires d'Auguste contre ceux-ci. Le spectacle offert par Auguste faisait donc l'amalgame entre l'antique victoire sur les Mèdes, son propre succès diplomatique marqué par la récupération des enseignes et sa prochaine campagne militaire.
Le thème de la naumachie de Claude, Siciliens contre Rhodiens, est moins clair. Elle est donnée pour l'inauguration d'un canal de drainage du lac Fucin, réalisation utile pour la protection des campagnes contre les crues, mais sans éclat militaire. Claude présida néanmoins le spectacle revêtu du paludamentum, le manteau de général, au milieu d'un important déploiement de troupes chargées de la protection des spectateurs ; sa naumachie évoquait sans doute son débarquement en Bretagne et la maîtrise de l'océan du Nord, mais sans que cette campagne ait connu de bataille navale, et sans lien direct avec les Siciliens et les Rhodiens.

## La naumachie: l'édifice

### Naumachie de César
La naumachie de César,, en un lieu que Suétone nomme Codeta Minor et dont la localisation exacte sur le Champ de Mars est encore aujourd'hui un objet d'hypothèses, fut sans doute une simple fosse creusée dans la berge du Tibre, un aménagement non pérenne, selon les usages romains de la République, qui n'admettaient que des constructions provisoires pour les représentations occasionnées par les cérémonies publiques (le premier édifice de spectacle en dur n'apparaît que quelques années plus tôt avec le théâtre de Pompée). César projetait d'ailleurs d'en combler l'emplacement et d'y construire le temple de Mars le plus vaste du monde,.

### Naumachie d'Auguste
La naumachie d'Auguste est mieux connue, : dans les Res Gestæ, Auguste lui-même indique que le bassin mesurait 1 800 pieds romains sur 1 200 (soit environ 533 × 355 m). On sait par Pline l'Ancien qu'au centre de ce bassin, probablement de forme rectangulaire, se trouvait une île reliée à la berge par un pont : c'est peut-être là que prenaient place les spectateurs privilégiés.
Compte tenu de la taille de ce bassin et des dimensions d'une trirème (35 × 4,90 m environ), la trentaine de navires utilisés ne dut guère être en mesure de manœuvrer sur le plan d'eau. En outre, sachant que l'effectif d'une trirème romaine était d'environ 170 rameurs et 50 à 60 soldats embarqués, un rapide calcul conclut que pour atteindre le chiffre annoncé de 3 000 hommes, les navires durent porter bien plus de combattants qu'à l'ordinaire. Le spectacle reposa donc moins sur les évolutions des navires que sur leur présence même dans le vaste bassin artificiel et sur le combat au corps à corps qui s'y déroulait.
Selon Frontin, l'alimentation en eau de la naumachie d'Auguste et des jardins voisins du quartier Trans Tiberim fut la principale raison de la construction de l'Aqua Alsietina : une large conduite découverte en 1720 sur les pentes du Janicule au-dessus du monastère San Cosimato constitue ainsi le principal témoignage archéologique sur la localisation de la naumachie, de l'aqueduc ainsi que du bois des Césars. D'après le débit de l'Aqua Alsietina indiqué par Frontin, les dimensions connues du bassin et une profondeur minimale de 1,5 m, les historiens évaluent que son remplissage prit au minimum entre 15 jours et un mois. Plusieurs hypothèses concurrentes existent sur la localisation exacte du monument : Filippo Coarelli le situe à proximité du temple de Fors Fortuna, déesse de la Chance, associée dans la mystique césarienne aux succès providentiels de César, et aussi déesse des eaux fécondantes, d'où son rapport avec le bassin d'Auguste ; la dernière hypothèse en date le situe entre la Via Aurelia au nord et l'église San Francesco a Ripa au sud-est, dans la boucle du Tibre. Dans ce secteur fut déterrée au milieu du XVIIe siècle une grande quantité de blocs de travertin, que Rodolfo Lanciani interprèta comme le revêtement du bassin d'Auguste. Le viaduc d'époque républicaine qui traversait une zone marécageuse mis au jour dans la Via Aurelia près de San Crisogono pourrait alors avoir imposé l'orientation du canal de décharge du bassin.
La durée de vie du bassin augustéen fut relativement courte : il fut entouré et peut-être en partie remplacé dès le règne d'Auguste par le nemus Caesarum (« Bois sacré des Césars »), plus tard rebaptisé « Bois de Caius et Lucius ». Toutefois, Suétone mentionne la présentation par Titus d'un combat naval dans l'ancienne naumachie. Le lac Alsietina s'assècha à la fin du Ier siècle, privant l'Aqua Alsietina et le bassin d'Auguste de leur alimentation en eau.

### Naumachie de Claude

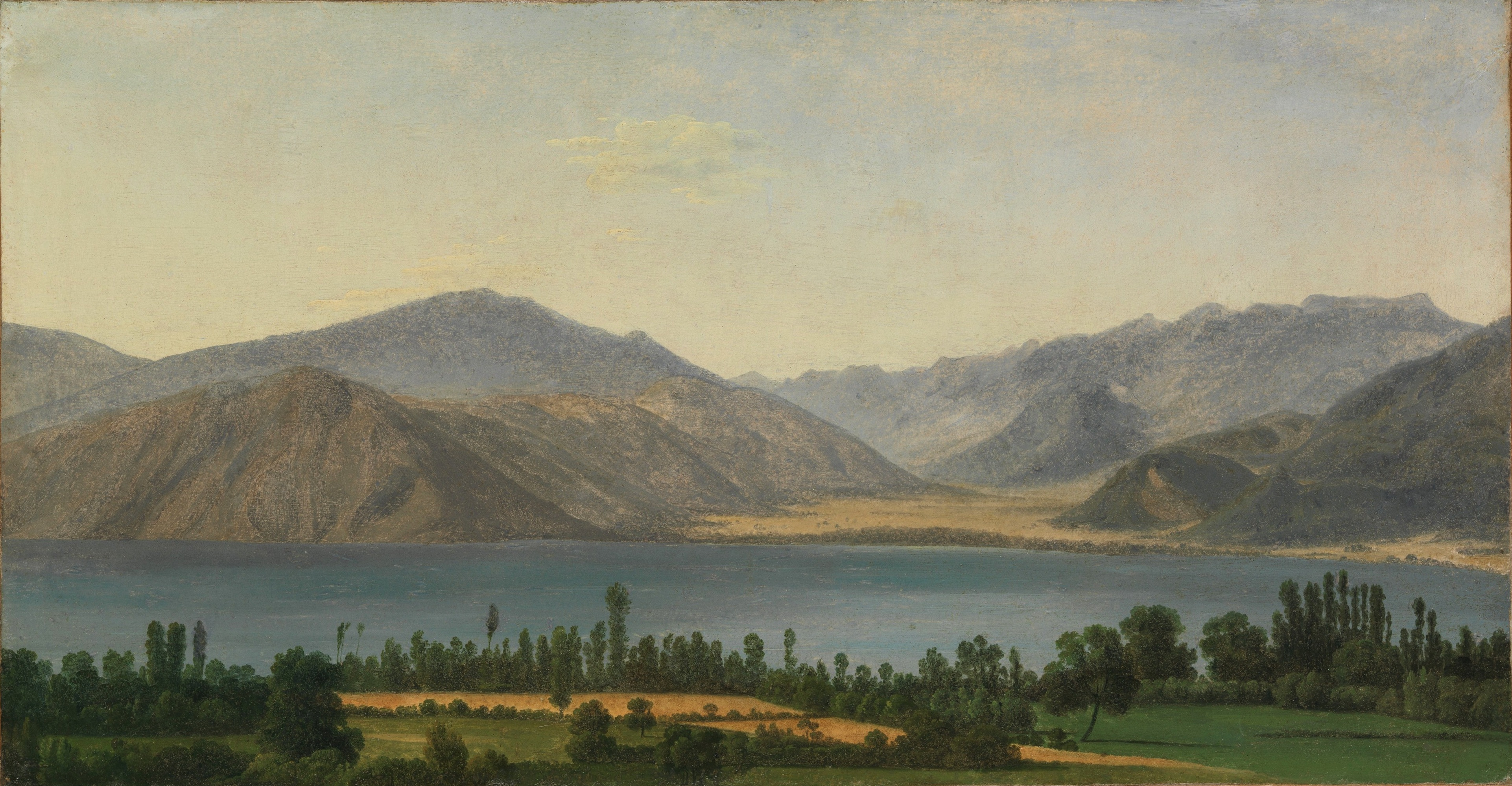
Lac Fucino et montagnes des Abruzzes (vers 1789, tableau de Jean-Joseph-Xavier Bidauld).

La naumachie de Claude est la seule dont l'emplacement soit connu avec certitude. L'empereur lance au début de son règne les travaux d'assèchement du lac Fucin afin d'augmenter la surface des terres cultivables autour de Rome et de protéger la région périodiquement touchée par les crues du lac. Les travaux colossaux durent onze ans pour creuser un émissaire de 5,6 km afin de déverser le trop-plein vers le Liri. En 52, pour fêter son inauguration, une naumachie est organisée sur ce lac avant sa vidange. C'est la plus grande de toutes, avec 50 navires de part et d'autre, dont douze trirèmes et probablement des birèmes et des quadrirèmes, sur lesquelles ont combattu 19 000 condamnés.
Sur le lac immense (15 000 hectares avant son assèchement), un espace fut délimité par des radeaux et des unités de la marine, suffisant pour permettre les manœuvres de combat des deux flottes. Des prétoriens furent positionnés avec des machines de guerre pour cerner le bassin ainsi délimité et empêcher toute évasion des condamnés.

## Les naumachies d’amphithéâtre

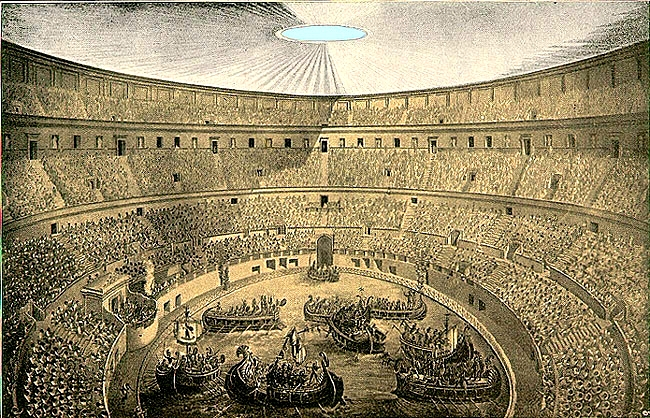
Naumachie et déploiement du velum au Colisée, gravure d'Albert Kuhn, 1913.

Sous Néron apparut une nouveauté : la naumachie d'amphithéâtre. Suétone et Dion Cassius attestent de la présentation d'un spectacle de combat naval en 57 apr. J.-C., dans l'amphithéâtre de bois ainsi inauguré par le dernier des Julio-Claudiens. Du monument lui-même, nous ignorons tout, en dehors du fait qu'il fut construit sur le Champ de Mars. Calpurnius Siculus en fait une description flatteuse dans sa Bucolique, VII. Néron donna une autre naumachie en 64, précédée de chasses et suivie d'un combat de gladiateurs, puis d'un grand banquet. On ne sait quel fut le cadre de ces jeux. Il s'agit probablement du même amphithéâtre de bois, dans la mesure où aucun texte ne mentionne sa destruction avant le grand incendie de Rome qui survint peu après.
Pour l'inauguration du Colisée, en 80 apr. J.-C., Titus donne deux naumachies. La première dans le Colisée transformé en bassin reconstitue la bataille navale de Corinthe contre Corcyre, la seconde dans l'ancien bassin d'Auguste réaménagé pour le spectacle, opposant selon Dion Cassius trois mille hommes, figurant un assaut naval, puis terrestre entre Athéniens et Syracusains,.
Enfin, selon Suétone, Domitien organisa une naumachie dans le Colisée, sans doute vers 85, et une autre en 89 dans un nouveau bassin creusé près du Tibre dont les pierres servirent ensuite aux réparations du Circus Maximus, incendié sur ses deux côtés,,. C'est donc très probablement entre la première et la seconde naumachie de Domitien que fut réalisé le complexe réseau souterrain de pièces de service qu'on observe encore aujourd'hui au Colisée et qui rendit impossible toute mise en eau de l'arène.
L'arène du Colisée, qu'il fallut rendre suffisamment étanche, ne mesurait que 80 mètres sur 54 environ, ce qui est très loin des dimensions du bassin d'Auguste. La hauteur d'eau ne devait pas être considérable, car, selon Dion Cassius, la bataille navale de 80 avait été précédée d'une exhibition aquatique de chevaux, de taureaux et d'autres animaux dressés. Les naumachies d'amphithéâtre ne pouvaient donc avoir l'ampleur des spectacles antérieurs. On peut envisager qu'elles aient pris la forme d'une confrontation entre les équipages de deux reproductions de navire de guerre, d'une taille réelle ou presque, mais qui n'avaient ni à manœuvrer, ni même à flotter réellement. On sait en effet que des décors de navires, sur roues, parfois dotés de mécanismes destinés à donner l'illusion d'un naufrage, étaient utilisés tant à l'amphithéâtre qu'au théâtre.
Mais la mise en eau de l'arène, surtout, soulève de nombreuses interrogations. En effet, celle-ci n'était pas destinée spécifiquement aux spectacles aquatiques et devait rester disponible pour les chasses et les combats de gladiateurs. L'alternance rapide entre spectacles terrestres et spectacles aquatiques semble avoir été la principale attraction de cette innovation. Dion Cassius la souligne à propos des naumachies données par Néron ainsi que Martial celle de Titus au Colisée. L'étude des seules sources écrites ne nous apporte aucune information sur les modalités pratiques de cette performance.

## Naumachie et archéologie
L'archéologie se heurte à la transformation des sous-sols du Colisée sous Domitien, qui ont remplacé les aménagements en naumachie. Influencés par les auteurs latins, les érudits du XIXe siècle estimaient que les provinces avaient imité le modèle romain, et ont identifié de nombreuses naumachies, presque toujours à tort. En Sicile, on en situe une à Syracuse, et à Taormine un réservoir est perçu comme une naumachie. Les gravures de Joseph Lavalée illustrent la naumachie de Mérida. À Vienne, Nicolas Chorier identifie comme naumachie un lieu appelé  Romanum stagnum, l'étang des Romains. À Metz et selon Edouard Simon, le pont des Arènes doit son nom à une naumachie située en amont. La découverte à Lyon d'un édifice en forme d'amphithéâtre est interprétée par Alphonse de Boissieu comme une naumachie, en raison de la proximité d'un terminal d'aqueduc, de son fond plat, par endroits étanche, dépourvu d'installations en sous-sol comme au Colisée et ceinturé d'un canal d'évacuation, et aussi en raison du nombre de places offertes aux spectateurs, jugé par de Boissieu très insuffisant pour les foules immenses réunies à l'amphithéâtre des Trois Gaules.
Les archéologues du XXe siècle ont révisé ces interprétations. Seuls deux édifices provinciaux, ceux de Vérone et de Mérida, semblent avoir une arène inondable et sont susceptibles d'apporter quelques éléments d'information de caractère technique. Aucun exemple de ce type n'est connu en Afrique romaine, même pour l'immense amphithéâtre de Thysdrus, ni en Gaule romaine.

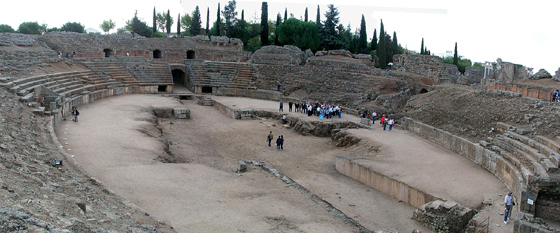
Amphithéâtre de Mérida et sa fosse centrale.

La fosse centrale de l'amphithéâtre de Vérone était en effet d'une profondeur nettement inférieure à celle des pièces de service habituellement aménagées sous l'arène. Il s'agit donc peut-être d'un bassin. Deux conduits axiaux le rejoignaient. L'un, circulant directement sous la galerie ouest de l'arène, et sans communication avec les caniveaux d'évacuation des eaux pluviales, devait être relié à un aqueduc pour alimenter le bassin. Le conduit oriental, qui circulait plus profondément, devait être destiné à évacuer les eaux vers l'Adige. De même, l'arène de l'amphithéâtre de Mérida a révélé une fosse encore moins profonde que celle de Vérone : 1,50 mètre. Il est ici totalement exclu de penser à une pièce de service souterraine, puisque sa profondeur est inférieure à celle d'un homme debout. Ce bassin était en outre muni d'escaliers et recouvert d'un revêtement étanche analogue à celui des piscines des thermes. Il était lui aussi desservi par deux conduits axiaux. Le conduit ouest devait être relié à un aqueduc qui passait non loin du monument (aqueduc San Lazaro).
Les dimensions des deux bassins excluent cependant que des naumachies, même simplifiées, y aient été données : celui de Mérida ne mesure ainsi que 18,55 mètres sur 3,70. Seuls des spectacles aquatiques plus modestes pouvaient y trouver place. Par conséquent, même en supposant que le Colisée ait possédé un bassin analogue avant la réalisation des hypogées, il faut admettre que, pour présenter les naumachies, on le faisait légèrement déborder afin de donner l'illusion d'une nappe d'eau couvrant toute la surface de l'arène autour des deux navires.

## La fin des naumachies?

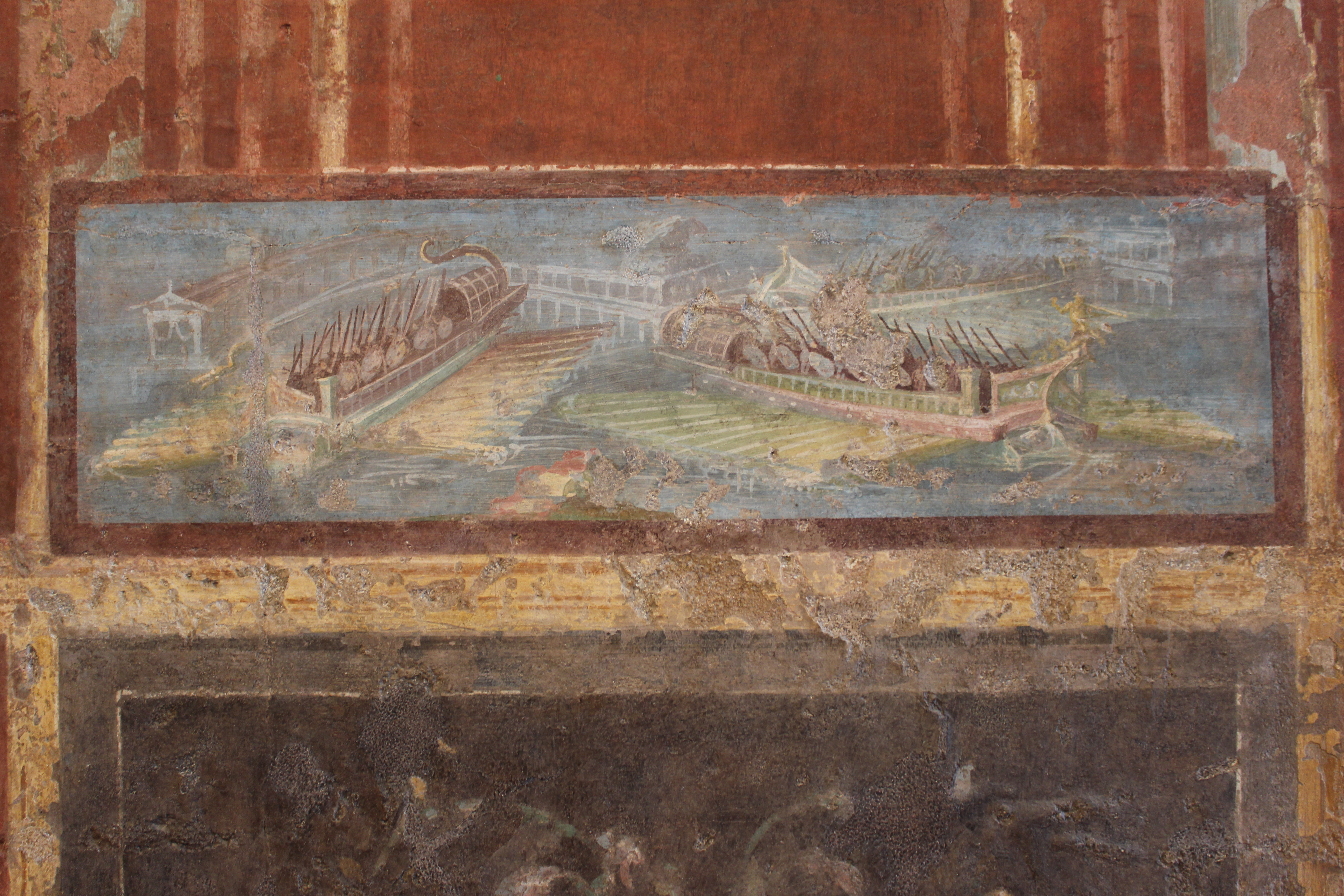
Combat naval, décor du portique du Temple d'Isis de Pompéi. Musée archéologique national de Naples.

Quoi qu'il en soit, à Rome même, l'apparition de ces nouvelles techniques entraîna dans un premier temps la multiplication des naumachies. Les dates le montrent très clairement. Entre la naumachie de César et celle d'Auguste, entre cette dernière et celle de Claude, on relève à chaque fois un intervalle d'un demi-siècle environ. En revanche, les six naumachies suivantes, dont la plupart eurent lieu en amphithéâtre, furent données en l'espace de 30 ans. Moins coûteuses sur le plan matériel et humain, elles pouvaient être présentées plus souvent. Moins grandioses, elles tendaient à devenir un moment fort, mais non exceptionnel des jeux. L'iconographie témoigne également de cette vogue des naumachies. Parmi la vingtaine de représentations de batailles navales dans la peinture romaine, presque toutes appartiennent au IVe style pompéien, d'époque néronienne et flavienne,.
Au-delà de l'époque flavienne pourtant, les naumachies disparaissent presque totalement des textes. L'Histoire Auguste, dans un passage peu fiable sur les extravagances d'Héliogabale, lui attribue des jeux nautiques (navales circenses) dans des canaux emplis de vin. D'après le texte, ces exhibitions auraient eu lieu dans des euripes, ce que André Chastagnol explique comme les canaux entourant l'arène, ou des pièces d'eau ornant la spina du cirque, dans tous les cas des espaces insuffisants pour un combat naval. L'attribution d'une naumachie à Philippe l'Arabe est conjecturale. L'abréviateur Aurelius Victor cite pour son règne les travaux de creusement d'un réservoir pour pallier la pénurie d'eau du quartier trans Tiberim et la célébration des dixièmes jeux séculaires,. Des historiens comme Philippe Fabia et Léon Homo ont vu une corrélation entre ces deux énoncés et supposé la réalisation d'une naumachie lors des jeux séculaires de 248. Anne Berlan-Bajard objecte qu'Aurelius Victor ne mentionne que des travaux à but utilitaire et que les précédents jeux séculaires n'ont pas inclus de naumachie. La dernière citation connue de naumachie à Rome la situe au cours du triomphe d'Aurélien sur Zénobie, en 274, événement cité sans précision par l'Histoire Auguste, source dont la fiabilité est fort douteuse.
Seul le calendrier des Fastes d'Ostie nous apprend que Trajan inaugura en 109 une naumachie, donc un bassin destiné à des combats navals qui durèrent du 19 au 24 novembre 109. Cet édifice a été retrouvé au XVIIIe siècle dans la plaine du Vatican, au nord du château Saint-Ange entre les via Alberico et via Cola di Rienzo. Des fouilles ultérieures ont permis d'en repérer le plan, en forme de rectangle orienté nord-sud, arrondi aux angles, large de 120 mètres et long pour ce qui est repéré d'au moins 300 mètres. Il était muni de gradins et sa surface, si on admet une proportion raisonnable entre sa largeur et sa longueur, devait représenter environ 1/6e de celle de la naumachie d'Auguste. En l'absence de textes, on pourrait croire qu'il ne fut utilisé que sous Trajan.
Cependant, si on en croit certaines sources du Bas-Empire et la persistance au Moyen Âge, dans la zone du monument, du toponyme Naumachia ou Dalmachia, cette naumachie était encore visible au Ve siècle. Par ailleurs, la présence de gradins sur son pourtour suppose la présentation de spectacles réguliers. Dans la mesure où, selon les Fastes d'Ostie, le spectacle qui marqua l'inauguration de l'édifice mit aux prises 127 paires de gladiateurs, on peut penser que, comme à l'amphithéâtre, le caractère plus réduit de l'espace disponible sur le bassin de Trajan amena à simplifier le décor naval tout en insistant sur la qualité des combats singuliers, livrés désormais par de vrais gladiateurs et non par une masse de prisonniers sans entraînement. Sous cette forme, et disposant désormais d'un site spécifique, la naumachie put subsister plusieurs siècles sans que nos sources sur les spectacles, d'ailleurs moins nombreuses à partir de l'époque antonine, les jugent digne de mention : elles avaient perdu leur caractère exceptionnel et impressionnant.
Dans les provinces, l'influence des naumachies romaines est essentiellement perceptible à travers quelques joutes nautiques locales, parfaitement inoffensives. Une compétition du nom de naumaciva apparaît ainsi à partir de l'époque flavienne dans les concours disputés par les éphèbes athéniens pour les Panathénées. Elle vint remplacer les régates que prévoyaient auparavant les mêmes concours. Au IVe siècle, si on en croit Ausone, une « naumachie » fut également disputée sur le cours de la Moselle par la jeunesse des environs.

## Naumachies modernes
La chute de l'Empire romain ne signa pas pour autant la fin des naumachies. En effet, d'autres eurent lieu au cours des siècles suivants, notamment en 1550 à Rouen pour le roi Henri II ou en 1807 à Milan pour l'empereur Napoléon Ier. Citons également un projet de naumachie pour la plaine de Grenelle en 1825, mais qui n'aboutit jamais.

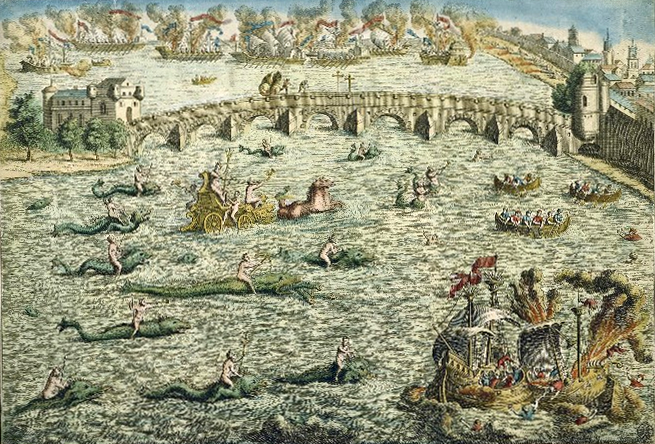
Naumachie à Rouen en 1550.
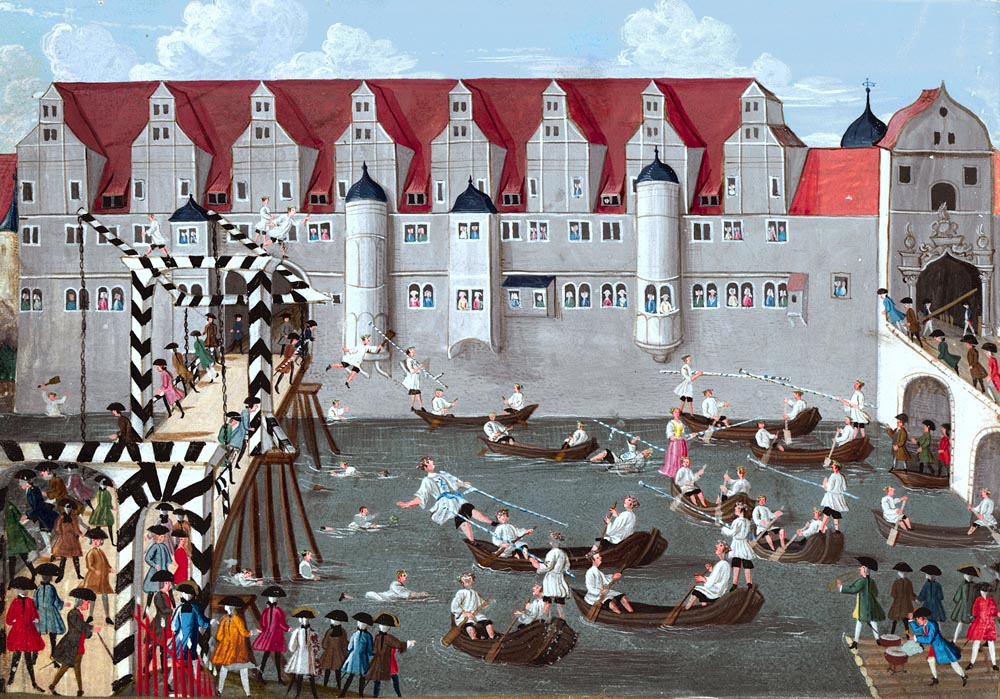
Naumachie devant la Neue Residenz de Halle (Saxe-Anhalt) vers 1735.
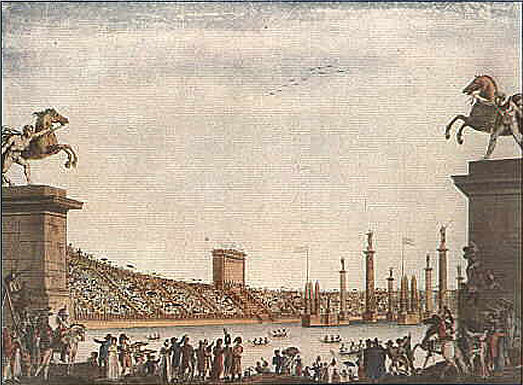
Naumachie à Milan en 1807.

Plus récemment en 2009, l'artiste américain Duke Riley organisa dans le Queens Museum of Art de New York une naumachie fantaisiste opposant quatre reconstitutions de navires de diverses époques. Les équipages et les spectateurs étaient costumés dans le style des toges parties estudiantines, et les combattants, joués par des employés de plusieurs musées, étaient armés de baguettes de pain et de tomates. Duke Riley se félicita du succès de l'événement, sans mort, ni blessure ni noyade ni arrestation.
Un spectacle présenté en 2007 à Newcastle par le bateau de la compagnie catalane La Fura dels Baus s'appelle Naumaquia.